# Гірнича промисловість Бельгії
Гірничо-металургійна промисловість Бельгії.
Переробка мінеральної сировини складає важливий сектор  Бельгійської економіки. Перш за все переробляють імпортовану сировину (чорна і кольорова металургія). Гірнича промисловість країни обмежується г.ч. видобутком будівельної та індустріальної мінеральної сировини, але провідна бельгійська компанія Union Miniere активно бере участь в проектах геологорозвідувальних робіт, будівництва і експлуатації гірничозбагачувальних підприємств в інших країнах світу. 
У 1998 р. виробництво металів у Бельгії склало (в тис. т): Cu 489,0; Zn 178,1; цинкового пилу 39,5; Pb 114,8; інших 17,5; дорогоцінних металів 1,4 т. Виробництво металопродукції в напівфабрикатах склало (в тис. т): Al 382,1; Cu 355,5; Zn 19,0; Pb 42,6; інших 1,2.

## Динаміка виробництва металів у Бельгії, тис. т
| Метал                                 | 1999   | 2000   | 2001   | Різниця між 2000 і 2001 рр., % |
| Мідь (рафінована та легірована)       | 518,5  | 572,6  | 550,2  | -3,9                           |
| Цинк                                  | 201,5  | 224,5  | 218,0  | -2,9                           |
| Цинковий пил                          | 41,8   | 46,3   | 49,5   | 6,9                            |
| Свинець                               | 135,6  | 145,4  | 128,3  | -11,8                          |
| Дорогоцінні метали, т                 | 1,8    | 1,5    | 1,4    | -6,7                           |
| Інші                                  | 17,2   | 17,8   | 19,4   | 9,0                            |
| Виробництво первинної сталі           | 10 910 | 11 615 | 10 741 | -7,5                           |
| Виробництво металевих напівфабрикатів |        |        |        |                                |
| Алюміній                              | 368,8  | 409,7  | 389,5  | -4,9                           |
| Мідь                                  | 353,5  | 345,6  | 315,1  | -8,8                           |
| Цинк                                  | 18,7   | 23,1   | 23,9   | 3,5                            |
| Свинець                               | 39,4   | 41,8   | 31,0   | -25,8                          |
| Інші                                  | 1,7    | 1,5    | 1,6    | 6,7                            |

## Окремі галузі
Кольорова металургія забезпечує близько 6% валового внутрішнього продукту країни і 22,5% усього промислового виробництва. Із загального обсягу, експортується приблизно 90% металів і 47% металопродукції.
Провідна Бельгійська компанія Umicore (колишня Union Miniere) працює в галузі виробництва цинку, міді, дорогоцінних металів і перспективних матеріалів. У 2003 р. вона поставила до ладу дільницю з вилуговування і електрохімічного вилучення міді на заводі Гобокен (Hoboken), збільшивши виробничі потужності по випуску рафінованої міді на 50 тис. т/рік. Сумарна потужність заводів Гобокен і Олен (Olen) цієї компанії в 2003 р. досягла 370 тис. т [Mineral Commodity Summaries].
Залізні руди. Поблизу південно-східного кордону і в південній частині провінції Люксембурґ розробляється невелике родовище залізняку.
Будівельні мінерали та індустріальні мінерали. Незважаючи на малий розмір, Бельгія є відносно важливим виробником індустріальних мінералів і будівельних матеріалів. Щорічний загальний видобуток цієї сировини становить бл. 50-60 млнт, в т.ч.: глини (близько 6 млнт), кремнезем і вогнетривкі піски (4 млнт), будівельні піски (>15 млнт), гравій (>6 млнт), вапняк і доломіт (24 млнт), пісковик (4.1 млнт), порфіри, сланець (0.16 млнт), крейда (0.19 млнт), каолін і мармур. М'які осадові г.п. добувають переважно в північній частині країни (Flanders), видобуток твердого кам'яного матеріалу – на півдні (Wallonia). В цьому секторі працює бл. 3,5 тис. чол., його щорічний оборот – бл. понад €500 млн.
Цемент. Бельгія – значний виробник цементу. У країні ведеться видобуток вапняку для потреб цементної промисловості. Більшість цементних заводів зосереджена в промисловому районі долини річок Самбра і Маас, поблизу місцевих джерел вапняків. У 1995 в Бельгії було вироблено 10,4 млн т цементу. У 2001 – близько 7.5 млн т, з яких приблизно 2.2 млнт на експорт. Сектор забезпечує роботою близько 1800 чол.
Алмазна підгалузь Антверпен – великий центр обробки алмазів, за обсягом продукції (оборот діамантів US$23 млрд) він перевершує Амстердам. У фірмах Антверпена зайнята приблизно половина світових різьбярів алмазів, і вони забезпечують майже 60% світового виробництва оброблених алмазів. Експорт коштовних каменів, в основному алмазів, в 1993 дав 8,5 млрд дол., або 7,1% вартості експорту країни.